# 粉条儿菜
粉条儿菜（学名：Aletris spicata）为百合科粉条儿菜属下的一个种。